# Almaraz
Almaraz é um município da Espanha na comarca de Campo Arañuelo, província de Cáceres, comunidade autónoma da Estremadura. Tem 33,9 km² de área e em 2021 tinha 1 700 habitantes (densidade: 50,1 hab./km²). Faz parte da Mancomunidade de Campo Arañuelo. É conhecida e sofreu grande desenvolvimento graças à construção da central nuclear de Almaraz.

## Demografia
| Variação demográfica do município entre 1991 e 2004 [carece de fontes?] | Variação demográfica do município entre 1991 e 2004 [carece de fontes?] | Variação demográfica do município entre 1991 e 2004 [carece de fontes?] | Variação demográfica do município entre 1991 e 2004 [carece de fontes?] |
| ----------------------------------------------------------------------- | ----------------------------------------------------------------------- | ----------------------------------------------------------------------- | ----------------------------------------------------------------------- |
| 1991                                                                    | 1996                                                                    | 2001                                                                    | 2004                                                                    |
| 1293                                                                    | 1439                                                                    | 1480                                                                    | 1354                                                                    |